# 加西市立北条中学校
加西市立北条中学校（かさいしりつ ほうじょうちゅうがっこう）は、兵庫県加西市北条町北条にある公立中学校。略称は北条中（ほうじょうちゅう）。

## 沿革
- 1947年（昭和22年）4月 - 北条町立北条中学校として、兵庫県立北条高等女学校（現：兵庫県立北条高等学校）跡地に開校[2]。
- 1965年（昭和40年）4月 - 富田中学校と統合し、新制の北条中学校として開校[3]。当校を東校舎、旧富田中学校を西校舎と呼称[2]。
- 1967年（昭和42年）
  - 4月1日 - 町合併に伴い、「加西市立北条中学校」に改称。
  - 12月 - 新校舎を落成[2]。
- 1968年（昭和43年）9月 - 部室を落成[2]。
- 1969年（昭和44年）6月 - 旧技術室を普通教室棟裏に移築[2]。
- 1970年（昭和45年）12月 - 体育館を落成。体育館前を造園[2]。
- 1971年（昭和46年）6月 - 部室を増築[2]。
- 1975年（昭和50年）
  - 1月 - テニスコート5面分を設置。本館前を造園[2]。
  - 12月 - 玄関前ロータリーを造園[2]。
- 1976年（昭和51年）
  - 3月 - 体育館南と中庭北を造園[2]。
  - 5月 - 校門を設置[2]。
- 1978年（昭和53年）7月 - テニスコート南部室を落成[2]。
- 1980年（昭和55年）7月 - プールを落成[2]。
- 1981年（昭和56年）12月 - 武道館を落成[2]。
- 1982年（昭和57年）11月 - 技術室を設置[2]。
- 1984年（昭和59年）10月 - 被服室を設置[2]。
- 1985年（昭和60年）3月 - 校歌碑を設置[2]。
- 1988年（昭和63年）
  - 3月 - 希望の像を設置[2]。
  - 11月 - パソコン教室を設置[2]。
- 1991年（平成3年）3月 - 運動場南門を設置[2]。
- 1992年（平成4年）
  - 3月 - 運動場北中央に掲揚柱を設置[2]。
  - 4月 - カウンセリングルームを設置[2]。
- 1995年（平成7年）11月 - 正門を修復[2]。
- 1997年（平成9年）3月 - 体育館前南庭園と体育館前北庭園を改園[2]。
- 2008年（平成20年）8月 - テニスコートを整備[2]。
- 2011年（平成23年）8月 - 新校舎を落成[2][1]。
- 2012年（平成24年）3月 - 竣工式を挙行[2]。
- 2013年（平成25年）1月 - 体育館の耐震工事を実施[2]。
- 2015年（平成27年）
  - 9月 - 自転車通学を認可[2]。
  - 10月 - 創立50周年記念として記念碑を設置[2]。
- 2017年（平成29年）3月 - ソフトテニス部部室の整備工事を実施[2]。
- 2018年（平成30年）2月 - ICT整備事業工事を実施[2]。

## 教育目標
- 溌剌・純情・夢ありの精神を持つ生徒づくり[3]

## 施設概要
主な施設を掲載。
- 校舎
  - 北校舎（1,845 m2） - 2011年竣工の鉄筋コンクリート造3階建て[4]。
  - 南校舎（2,796 m2） - 2011年竣工の鉄筋コンクリート造3階建て[4]。
  - 中校舎（444 m2） - 2011年竣工の鉄筋コンクリート造3階建て。別名：玄関棟[4]。
- 北特別教室（384 m2） - 1982年竣工の鉄骨造平屋建て[4]。
- 東特別教室（225 m2） - 1984年竣工の鉄骨造平屋建て[4]。
- 体育館（1,452 m2） - 1970年竣工の鉄筋コンクリート造2階建て[4]。
- 武道場（369 m2） - 1981年竣工の鉄骨造平屋建て[4]。

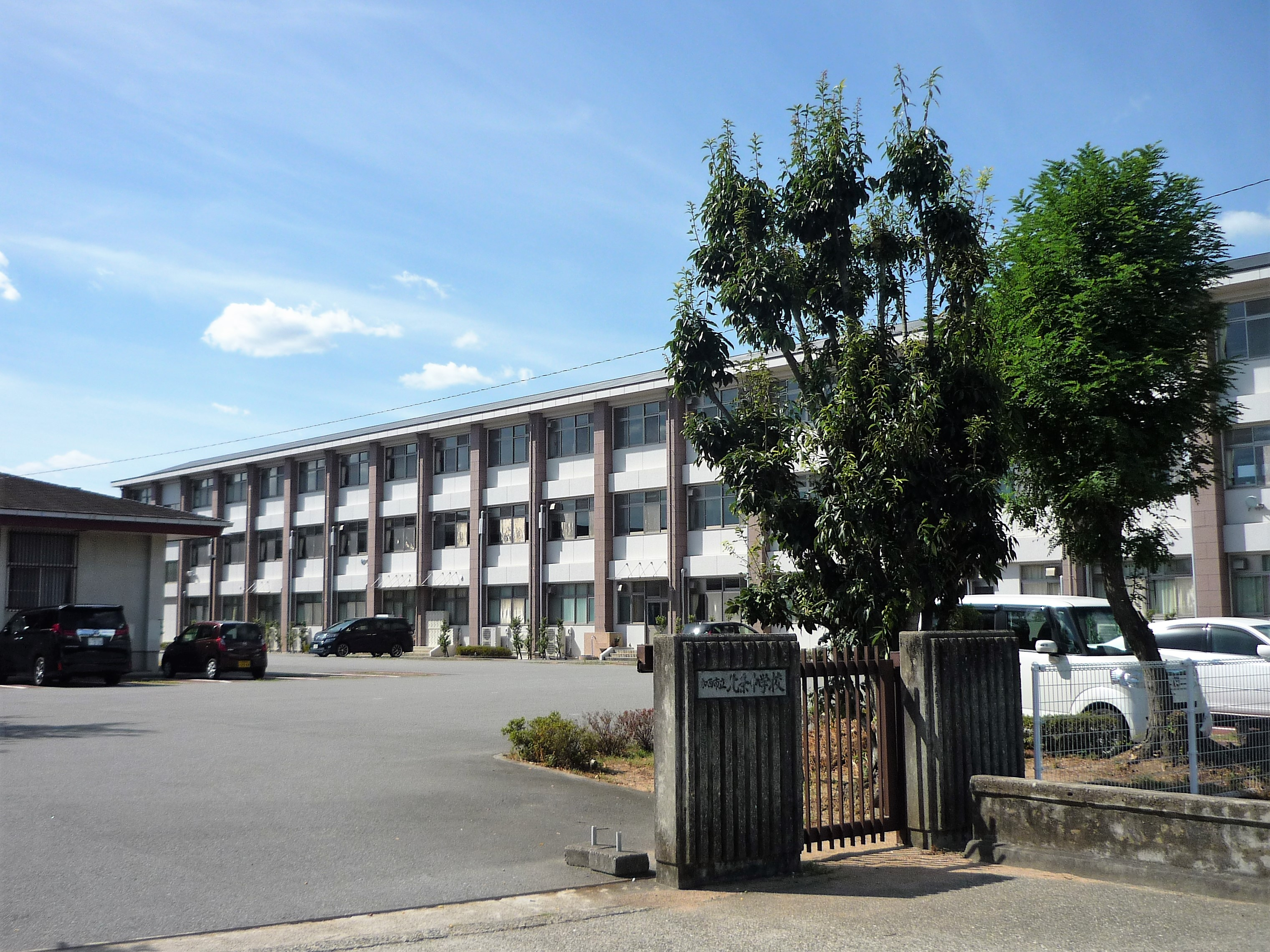
東門前からの校舎外観（2018年8月）

- プール - 1980年竣工。
- テニスコート
- 校庭

## 生徒数
2024年度の生徒数（2024年4月1日時点）。
|      | 1年 | 2年 | 3年 | 合計 |
| ---- | --- | --- | --- | ---- |
| 男子 | 66  | 55  | 74  | 195  |
| 女子 | 71  | 68  | 75  | 214  |
| 合計 | 137 | 123 | 149 | 409  |

## 部活動

### 運動部
- 野球部
- ソフトボール部
- ソフトテニス部
- 陸上競技部
- サッカー部

- バレーボール部
- バスケットボール部
- 剣道部

### 文化部
- 吹奏楽部
- 美術部

出典：

## 学校行事
主な行事を掲載。
1学期
- 4月 - 着任式、始業式、離任式、入学式、課題テスト、交通安全教室（1年生）、全国学力学習状況調査、家庭訪問、生徒総会、市親善スポーツ大会、宿泊研修（1年生）
- 5月 - 美バースデー、修学旅行（3年生）、中間考査、トライやるウィーク
- 6月 - トライやるウィーク、オープンスクール、市総体、期末考査
- 7月 - 東播総体、終業式、県総体

2学期
- 8月 - リーダー研修会、愛校作業
- 9月 - 始業式、課題テスト、体育祭、市新人大会、中特交流会、人権意見発表会
- 10月 - わくわくオーケストラ、小中交流会、東播新人壮行会、中間考査、オープンスクール
- 11月 - 合唱祭、ビブリオトーク（1年生）、3年到達度テスト、期末考査
- 12月 - 期末考査、美バースデー、生徒会選挙、駅伝マラソン大会、終業式

3学期
- 1月 - 始業式、生徒会引継式、中間課題テスト、3年到達度テスト
- 2月 - 1・2年到達度テスト、私立入試、公立推薦・特色・多部制検査、期末考査
- 3月 - 期末考査、公立学力検査、卒業証書授与式、新入生体験授業、修了式

出典：

## 学区
- 北条町北条、北条町小谷、北条町栗田、北条町黒駒、北条町横尾、北条町古坂、北条町西南、北条町東南、北条町東高室、北条町西高室、西上野町、谷町、西谷町、畑町、窪田町、吸谷町、坂元町、福居町、谷口町、吉野町
- 鎮岩町（一部）
- 尾崎町（一部）
- 段下町（一部）
- 中西町（一部）

出典：

## 進学前小学校
- 加西市立北条小学校（加西市北条町）
- 加西市立北条東小学校（同上）
- 加西市立富田小学校（加西市窪田町）

出典：

## アクセス

### 鉄道
- 北条鉄道 - 北条町駅から徒歩で13分

### バス
- 「宮西」バス停から徒歩で3分

## 周辺
- 羅漢寺
- 加西市北部学校給食センター
- 北条学童保育園
- 加西市立北条小学校

## 著名な出身者
- 中尾孝義 - プロ野球選手
- 坪木和久 - 気象学者